# Liste der Hallenkirchen in Finnland
| ISO   | Finnisch          | Schwedisch            | Regionen Finnlands, nummeriert nach ISO 3166-2. |
| FI-01 | Ahvenanmaa        | Åland                 | Regionen Finnlands, nummeriert nach ISO 3166-2. |
| FI-02 | Etelä-Karjala     | Södra Karelen         | Regionen Finnlands, nummeriert nach ISO 3166-2. |
| FI-03 | Etelä-Pohjanmaa   | Södra Österbotten     | Regionen Finnlands, nummeriert nach ISO 3166-2. |
| FI-04 | Etelä-Savo        | Södra Savolax         | Regionen Finnlands, nummeriert nach ISO 3166-2. |
| FI-05 | Kainuu            | Kajanaland            | Regionen Finnlands, nummeriert nach ISO 3166-2. |
| FI-06 | Kanta-Häme        | Egentliga Tavastland  | Regionen Finnlands, nummeriert nach ISO 3166-2. |
| FI-07 | Keski-Pohjanmaa   | Mellersta Österbotten | Regionen Finnlands, nummeriert nach ISO 3166-2. |
| FI-08 | Keski-Suomi       | Mellersta Finland     | Regionen Finnlands, nummeriert nach ISO 3166-2. |
| FI-09 | Kymenlaakso       | Kymmenedalen          | Regionen Finnlands, nummeriert nach ISO 3166-2. |
| FI-10 | Lappi             | Lappland              | Regionen Finnlands, nummeriert nach ISO 3166-2. |
| FI-11 | Pirkanmaa         | Birkaland             | Regionen Finnlands, nummeriert nach ISO 3166-2. |
| FI-12 | Pohjanmaa         | Österbotten           | Regionen Finnlands, nummeriert nach ISO 3166-2. |
| FI-13 | Pohjois-Karjala   | Norra Karelen         | Regionen Finnlands, nummeriert nach ISO 3166-2. |
| FI-14 | Pohjois-Pohjanmaa | Norra Österbotten     | Regionen Finnlands, nummeriert nach ISO 3166-2. |
| FI-15 | Pohjois-Savo      | Norra Savolax         | Regionen Finnlands, nummeriert nach ISO 3166-2. |
| FI-16 | Päijät-Häme       | Päijänne Tavastland   | Regionen Finnlands, nummeriert nach ISO 3166-2. |
| FI-17 | Satakunta         | Satakunda             | Regionen Finnlands, nummeriert nach ISO 3166-2. |
| FI-18 | Uusimaa           | Nyland                | Regionen Finnlands, nummeriert nach ISO 3166-2. |
| FI-19 | Varsinais-Suomi   | Egentliga Finland     | Regionen Finnlands, nummeriert nach ISO 3166-2. |

▶ Liste(n) der Hallenkirchen – Übersicht
– Siehe auch Pseudobasiliken in Finnland (6) –
Anzahl 24, davon 4 auch als Pseudobasiliken zu betrachten

## Liste
| Ort                                 | Kirche                          | Anmerkungen | Fotos | Fotos            |
| ----------------------------------- | ------------------------------- | --- | ----- | ---------------- |
| Alahärmä                            | Dorfkirche (CC)                 | 1903, neugotisch, außen Rustika-Quadermauerwerk, dreischiffig, hölzerne Kreuzrippengewölbe |       |                  |
| Espoo                               | Domkyrka (CC)                   | 15. Jh. dreischiffige gotische Staffelhalle mit Backstein, 1720er Jahre barockes Querhaus, 1930er Jahre neugotisches Vierungsgewölbe |       | Innenfotos       |
| Hamina, Kymenlaakso                 | Marian Kirkko (CC)              | Kern 15. Jh., 1828 klassizistisch umgestaltet, Emporenhalle |       |                  |
| Hattula                             | Pyhän Ristin (Heiligkreuz) (CC) | 1472, gotischer Backsteinbau, dreischiffig |       |                  |
| Hauho                               | Dorfkirche (CC)                 | 1500–1520, gotisch, Naturstein mit Backsteinschmuck, Turm neugotisch; dreischiffig, Kreuzrippengewölbe |       |                  |
| Helsinki                            | Alte Kirche (CC)                | 1826, klassizistische Emporenhalle an der Grenze zur Pseudobasilika |       |                  |
| Hollola                             | Dorfkirche (CC)                 | 1495–1510, gotisch, Naturstein mit Backsteinschmuck, symmetrisch zweischiffig, Kreuzrippengewölbe |       |                  |
| Huittinen (SV: Vitis) Satakunta     | Stadtkirche (CC)                | 14./15. Jh., starke Veränderungen im 18. und 20. Jh., gotisch, Naturstein mit Backsteinschmuck, dreischiffig, steile Kreuzrippen- und Sterngewölbe auf kurzen Bündelpfeilern                                                                          |       |                  |
| Karis, Raseborg, Uusimaa            | Dorfkirche (CC)                 | 15. Jh., gotisch |       | Innenfotos siehe |
| Kerimäki, Savonlinna, Etelä-Savo    | Dorfkirche (CC)                 | 1847, hölzerner klassizistischer Zentralbau, mit neugotischen Details, Hallenkirche mit Laternenturm, durch verschiedene Deckenhöhen auch Pseudobasilika; bis zu zwei Emporengeschosse                                                                |       |                  |
| Kimito, Egentliga Finland           | Dorfkirche (CC)                 | 15. Jh., Reparatur 18. Jh., dreischiffig, Backsteinpfeiler, Kreuzrippen- und Sterngewölbe |       |                  |
| Laitila, Egentliga Finland          | Miikaeli Kirik (CC)             | 1460–1683, Natursteinbau mit gotischem Backsteinschmuck, dreischiffig, Backsteinpfeiler, Kreuzrippen- und Sterngewölbe |       |                  |
| Leppävirta, Pohjois-Savo (Nordsavo) | Dorfkirche (CC) Savo            | 1846, klassizistisch, Außenmauern geschlämmter Naturstein, klassizistische Emporenhalle an der Grenze zur Pseudobasilika: Mittelschiff Tonnengewölbe, Seitenschiffe flachgedeckt, architravartiger U-förmig umlaufender Unterzug auf eckigen Pfeilern |       |                  |
| Nilsiä, Kuopio Nordsavo             | Dorfkirche (CC)                 | 1905, nationalromantischer Stil, zweijochige Seitenschiffe mit Emporen in doppeltem Querhaus |       |                  |
| Perniö, Salo, Egentliga Finland     | St. Laurentius                  | 1460–1480, Naturstein, oberer Westgiebel und Gliederungen gotisch aus Backstein, dreischiffig, Sterngewölbe auf Backsteinpfeilern |       |                  |
| Pernå, Loviisa, Uusimaa             | Dorfkirche St. Michael und Erik | 15. Jh. verputzte Mauern, backsteingotischer Westgiebel, dreischiffig, Kreuzrippen- und Sterngewölbe auf Backsteinpfeilern |       |                  |
| Porvoo, Uusimaa                     | Tuomiokirkko (Domkirche)        | steinerne Gewölbe, hölzerne Emporen |       |                  |
| Raahe                               | Stadtkirche (CC)                | 1909, nationalromantisch (Vorgänger seit 1655), Emporen-Staffelhalle, rundbogige Kreuzrippengewölbe |       |                  |
| Räntämäki Turku, Egentliga Finland  | Maarian Kirkko (CC)             | gotisch, Naturstein mit Backsteingiebel, dreischiffig, Stern- und Kreuzrippengewölbe, Pfeiler und Arkaden aus Sichtbackstein |       |                  |
| Savonlinna, Etelä-Savo (Südsavo)    | Tuomiokirkko (Domkirche)        | 1874–1878, neugotische Backsteinkirche, innovative Kombination von eingeschnittener Mittelschiffstonne, Spitzbogenarkaden und flachdeckigen Seitenschiffen                                                                                            |       |                  |
| Sotkamo, Kainuu                     | Dorfkirche (CC)                 | 1870, hölzerne klassizistische Emporenhalle mit ländlichen Anklängen |       |                  |
| Taivassalo, Egentliga Finland       | Dorfkirche (CC)                 | 1425–1440, gotischer Feldsteinbau mit oberem Westgiebel aus Backstein, dreischiffig mit schmalen Seitenschiffen, Kreuzrippengewölbe auf Backsteinpfeilern                                                                                             |       |                  |
| Tampere, Pirkanmaa                  | Tuomiokirkko (Domkirche)        | neugotische Emporenhalle, Kreuzrippengewölbe |       |                  |
| Västanfjärd, Egentliga Finland      | Nya Kyrka (CC)                  | 1910–1912, nationalromantisch, Außenmauern aus Rustika-Quadern, Einteilung in drei Schiffe durch schlanke Holzstützen |       |                  |